# 4621 Tambov
4621 Tambov eller 1979 QE10 är en asteroid i huvudbältet som upptäcktes den 27 augusti 1979 av den rysk-sovjetiske astronomen Nikolaj Tjernych vid Krims astrofysiska observatorium på Krim. Den har fått sitt namn efter den då sovjetiska staden Tambov.
Asteroiden har en diameter på ungefär 5 kilometer.